# Освальдо Гуаясамін
 Освальдо Гуаясамін (кеч. Oswaldo Guayasamín, ісп. Oswaldo Guayasamín, *6 липня 1919, Кіто, Еквадор — †10 березня 1999, там же) — живописець і скульптор з Еквадору, відомий майстер з Латинської Америки 20 століття. Малював стінописи, портрети,
пейзажі, символічні образи в картинах.

## Біографія
Освальдо народився в бідній родині в місті Кіто. Злидні були повсякденною буденністю. Родина мала 10 дітей, Освальдо був найстаршим. Батько був індіанцем, мати - з метисів. Прізвище Гуаясамін перекладається з діалекту мови Кечуа як «Білий птах».
В школі навчався погано, поміняв декілька шкіл. Нічого, окрім малювання і гри на гітарі, хлопця не приваблювало. Важливим етапом в житті Гуаясаміна було навчання в Школі красних мистецтв міста Кіто. В школі мистецтв він навчався з насолодою і пристрастю, яку закінчив на відмінно у 1941 році. Вже у 1942 році сам організував свою першу виставку. Його почав пестити успіх і художник отримав запрошеня на роботу до Сполучених Штатів.

## Магніт Сполучених Штатів
Це звична практика в Америці 20 століття, де могутня фінансова держава запрошує до праці на своїх теренах митців з різих країн і різних за фахом. В Сполучених Штатах тимчасово працювали Ігнасіо Сулоага ( Іспанія ), скульптор Карл Міллєс ( Швеція ), актори Ів Монтан , Катрін Деньов ( Франція ).

## Періоди творчості
Сам художник поділяв всю свою творчість лише на 2 періоди :
- « Я та індіанці ».
- «Гуаканьян» ( в перекладі з кечуа Дорога сліз).

## Дорога Сліз
Цікавішим і значущішим виявився цикл «Дорога Сліз». Створений за 2 роки цикл має 103 картини і відтворює життя індіанців Латинської Америки. Дещо графічна манера живопису Гуаясаміна з використанням художнього образу-знаку і обмеженого колористичного ладу дозволяла працювати дуже швидко. 
Після великого вернісажу в Кіто у 1951 році, картини виставляли в багатьох мистецьких центрах світу.В 1956 році в Іспанії цикл отримав премію.

## Портрети
Гуаясамін неодноразово звертався до створення портретів. Незважаючи на спрощену манеру малювання, вони реалістичніші, ніж головна частина творів художника.Серед них і портрет політичного лідера Куби - Фіделя Кастро, Саскії Гуаясамін, Тоті Родрігес, Габріели Містраль, декілька автопортретів.

## Визнання при житті
Освальдо Гуаясамін мав визнання при житті. Про це свідчать вернісажі в столицях різних країн світу. У 1983 році його картини побачили глядачі в Москві і в музеї Ермітаж. Виставку творів Гуаясаміна створив в 1973 році Музей сучасного мистецтва в Парижі. Кількість відвідувачів виставки сягнула півтора мільйона.

## Художня манера
Мистецтвознавці вказують на впливи на творчість художника витворів художників Мексики 20 століття(Діего Рівера , Ороско, Сікейрос тощо). Це так і не так. Бо ніякий з справжніх художників Латинської Америки не міг байдуже пройти повз видатні досягнення мексиканських майстрів в стінописах, в станковому живопису, в розробці власне латиноамериканської тематики. До того ж, Гуаясамін жив в Мексиці, на власні очі бачив услівлені стінописи, працював в майстерні Хосе Клементе Ороско (1883—1949). Але незначні запозичені деталі не зробили з Гуаясаміна копіїста чи невдалого епігона Ороско. Його індивідуальна манера вибудована на символічному використанні фарб і образів, стилізації індіанських облич, особливій деформації художніх форм при збереженні реалістичних витоків цих форм. Людські руки відіграють часто головну роль в картинах Гуаясаміна і вражають виразністю, значно більшою, ніж людські обличчя.
Художник довго страждав від расизму оточення, прини́ження і обра́з, штучної відокремленості себе, як індіанця за походженням. Тому темами його картин стали людське страждання, сліпий відчай, острахи, пригнобленість людини і спротив цьому пригнобленню, туга.
Потяг до символів значно відбився в пейзажах, де переважають значно спрощені форми і гір, і будинків, і водойм. При цьому вони цілком впізнаваємі.

## Колекціонерська діяльність
Освальдо Гуаясамін був колекціонером. Після отримання фінансової незалежності і добробуту почав активно колекціонувати кераміку індіанців доколумбової Америки, витвори мистецтва колоніального періоду (релігійний живопис, релігійна скульптура), картини деяких майстрів, тісно пов'язаних з культурою Іспанії (Гойї, Пікассо тощо ).
Цінна збірка витворів мистецтва знаходилась у власному будинку художника. Будівля в колоніальному стилі була доповнена модерновою добудовою за проектом самого Гуаясаміна, що цікавився архітектурним проектуванням, будівництвом, архітектурою. Але переважна діяльність в галузі живопису не давала змоги приділяти багато часу власній архітектурній практиці.
У 1978 році відомий вже тоді художник передав в дарунок державі Еквадор близько 500 картин і скульптур колоніального періоду, археологічні пам'ятки доколумбового періоду, картини Гойї і Пікассо.

## Посмертна слава
- Створений Музей Гуаясаміна.
- Працює особистий Фонд Гуаясаміна.
- В Кіто побудована Каплиця Людства в занадто спрощених формах, притаманних і художній манері митця, але з використанням модуля.В каплиці експонують деякі твори Гуаясаміна.
- Твори митця неодноразово друкували різні видання світу.